# Sveriges ambassad i Moskva
Sveriges ambassad i Moskva är Sveriges diplomatiska beskickning i Ryssland som är belägen i landets huvudstad Moskva. Beskickningen består av en ambassad, ett antal svenskar utsända av Utrikesdepartementet (UD) och lokalanställda. Karin Olofsdotter är sedan 2023 ambassadör. En av ambassadens huvuduppgifter är att främja relationerna mellan Sverige och Ryssland och att utveckla samarbetet inom områdena politik, ekonomi och kultur. I Ryssland har Sverige även ett generalkonsulat i Kaliningrad, Sankt Petersburg och ett honorärkonsulat i Murmansk.

## Historik
Redan 1631 upprättade sändebudet Johan Möller den första ständiga diplomatiska representationen i Moskva. Under 1700-talet flyttade utrikesrepresentationen till Sankt Petersburg för att efter oktoberrevolutionen 1917 flytta tillbaka till Moskva 1918. Byggstart för den nuvarande ambassadbyggnaden var 1 juli 1968 och inflyttning skedde 1972. Byggnadsarbetet organiserades av Glavmosstroj, Moskvas överstyrelse för byggande av bostäder och allmänna byggnader. De utförde sitt arbete med noggrannhet och kunde också för Sovjets räkning bygga in all tänkbar utrustning för avlyssning. I mitten av 1980-talet genomfördes en svensk sanering – huruvida man lyckades genomföra den till hundra procent är dock ett okänt kapitel. Ambassaden ritades av Anders Tengbom och är klädd i rött tegel från Forsa tegelbruk i Bollebygd i Västergötland. Leveransen av tegel fraktades per bil via Haparanda. Efter en allvarlig incident på 1980-talet fick ambassadområdet inhägnas av ett staket.

## Fastighet
- Byggår: 1968–1972
- Arkitekt: Anders Tengbom, Tengbom Arkitekter
- Byggår viseringskansli: 2002
- Arkitekt: Jesper Husman, Tengbom Arkitekter
- Besöksadress: Mosfilmovskaya ul. 60

## Beskickningschefer
| Namn                                     | Period    | Funktion          | Ackreditering                                                         | Anmärkning           |
| ---------------------------------------- | --------- | ----------------- | --------------------------------------------------------------------- | -------------------- |
| Herman Cedercreutz                       | 1722–1727 | Envoyé            |                                                                       | Kejsardömet Ryssland |
| Josias Cederhielm                        | 1725–1726 | Ambassadör        |                                                                       | Kejsardömet Ryssland |
| Joachim von Dittmer                      | 1729–1738 | Envoyé            |                                                                       | Kejsardömet Ryssland |
| Erik Mathias von Nolcken                 | 1738–1741 | Envoyé            |                                                                       | Kejsardömet Ryssland |
| Nils Barck                               | 1743–1747 | Envoyé            |                                                                       | Kejsardömet Ryssland |
| Gustaf Wulfwenstierna                    | 1747–1748 | Envoyé            |                                                                       | Kejsardömet Ryssland |
| Gustaf Wilhelm von Höpken                | 1748–1748 | Envoyé            |                                                                       | Kejsardömet Ryssland |
| Johan August Greiffenheim                | 1750–1752 | Envoyé            |                                                                       | Kejsardömet Ryssland |
| Mauritz Posse                            | 1752–1763 | Envoyé            |                                                                       | Kejsardömet Ryssland |
| Carl Wilhelm von Düben                   | 1763–1766 | Envoyé            |                                                                       | Kejsardömet Ryssland |
| Carl Ribbing                             | 1766–1773 | Envoyé            |                                                                       | Kejsardömet Ryssland |
| Johan Fredrik von Nolcken                | 1773–1788 | Envoyé            |                                                                       | Kejsardömet Ryssland |
| Curt von Stedingk                        | 1790–1808 | Ambassadör        |                                                                       | Kejsardömet Ryssland |
| Curt von Stedingk                        | 1809–1811 | Ambassadör        |                                                                       | Kejsardömet Ryssland |
| Carl Axel Löwenhielm                     | 1812–1819 | Envoyé            |                                                                       | Kejsardömet Ryssland |
| Nils Fredrik Palmstierna                 | 1820–1845 | Envoyé            |                                                                       | Kejsardömet Ryssland |
| Gustaf af Nordin                         | 1845–1856 | Envoyé            |                                                                       | Kejsardömet Ryssland |
| Georg Nicolaus Adelswärd                 | 1856–1858 | Envoyé            |                                                                       | Kejsardömet Ryssland |
| Fredrik Anton F. Hartwig Wedel Jarlsberg | 1858–1865 | Envoyé            |                                                                       | Kejsardömet Ryssland |
| Oscar Björnstjerna                       | 1865–1872 | Envoyé            |                                                                       | Kejsardömet Ryssland |
| Frederik Georg Knut Due                  | 1873–1890 | Envoyé            |                                                                       | Kejsardömet Ryssland |
| Gustaf Lennart Reuterskiöld              | 1890–1899 | Envoyé            |                                                                       | Kejsardömet Ryssland |
| August Gyldenstolpe                      | 1899–1904 | Envoyé            |                                                                       | Kejsardömet Ryssland |
| Herman Wrangel                           | 1904–1906 | Envoyé            |                                                                       | Kejsardömet Ryssland |
| Edvard Brändström                        | 1906–1920 | Envoyé            |                                                                       | Kejsardömet Ryssland |
| Carl von Heidenstam                      | 1924      | Chargé d’affaires |                                                                       | Sovjetunionen        |
| Carl von Heidenstam                      | 1924–1930 | Envoyé            | Sidoackrediterad i Teheran 1929-1930.                                 | Sovjetunionen        |
| Eric Gyllenstierna af Lundholm           | 1930–1937 | Envoyé            | Sidoackrediterad i Teheran 1930-1936 och Bagdad 1934-1936.            | Sovjetunionen        |
| Wilhelm Winther                          | 1938–1940 | Envoyé            |                                                                       | Sovjetunionen        |
| Vilhelm Assarsson                        | 1940–1944 | Envoyé            |                                                                       | Sovjetunionen        |
| Staffan Söderblom                        | 1944–1946 | Envoyé            |                                                                       | Sovjetunionen        |
| Gunnar Hägglöf                           | 1946–1947 | Envoyé            |                                                                       | Sovjetunionen        |
| Rolf R:son Sohlman                       | 1947–1964 | Ambassadör        | Sidoackrediterad i Kabul (från 1948), Bukarest och Sofia (från 1951). | Sovjetunionen        |
| Gunnar Jarring                           | 1964–1973 | Ambassadör        | Sidoackrediterad i Ulan Bator (från 1965).                            | Sovjetunionen        |
| Brynolf Eng                              | 1973–1975 | Ambassadör        | Sidoackrediterad i Ulan Bator.                                        | Sovjetunionen        |
| Göran Ryding                             | 1975–1979 | Ambassadör        |                                                                       | Sovjetunionen        |
| Carl de Geer                             | 1979–1983 | Ambassadör        |                                                                       | Sovjetunionen        |
| Torsten Örn                              | 1983–1986 | Ambassadör        | Sidoackrediterad i Ulan Bator.                                        | Sovjetunionen        |
| Anders Thunborg                          | 1986–1989 | Ambassadör        |                                                                       | Sovjetunionen        |
| Örjan Berner                             | 1989–1994 | Ambassadör        | Sidoackrediterad i Minsk (från 1992) och Tbilisi (från 1992).         | Sovjetunionen        |
| Sven Hirdman                             | 1994–2004 | Ambassadör        | Sidoackrediterad i Minsk.                                             | Ryssland             |
| Johan Molander                           | 2004–2008 | Ambassadör        |                                                                       | Ryssland             |
| Tomas Bertelman                          | 2008–2012 | Ambassadör        |                                                                       | Ryssland             |
| Veronika Bard Bringéus                   | 2012–2015 | Ambassadör        |                                                                       | Ryssland             |
| Peter Ericson                            | 2015–2019 | Ambassadör        |                                                                       | Ryssland             |
| Malena Mård                              | 2019–2023 | Ambassadör        |                                                                       | Ryssland             |
| Karin Olofsdotter                        | 2023–     | Ambassadör        |                                                                       | Ryssland             |

## Fotnoter
1. ↑  På hösten 1918 lämnade Brändström Petrograd och återvände till Stockholm men behöll sin befattning ända till år 1920.[4]